# Thinophilus annulitarsis
Thinophilus annulitarsis är en tvåvingeart som beskrevs av Octave Parent 1936. Thinophilus annulitarsis ingår i släktet Thinophilus och familjen styltflugor.
Artens utbredningsområde är Tanzania. Inga underarter finns listade i Catalogue of Life.